# Eurata schausi
Eurata schausi là một loài bướm đêm thuộc phân họ Arctiinae, họ Erebidae.